# Франсіс Вебер
Франсіс Вебер (фр. Francis Veber) (*28 липня 1937 в Нейї-сюр-Сен)  — французький кінорежисер, сценарист, відомий комедіограф.

## Життєпис

### Родина
Народився в сім'ї письменників. Батько наполовину єврей, мати  — Катерина Агаджян (уродженка Армавіру).

### Вебер про себе
Себе Вебер називає «нервовим типом», що погано може підлаштовуватися до життя і рідко отримує від нього задоволення. Це він пов'язує зі своєю генетичною спадщиною:
| Два геноциди, дві Стіни плачу не можуть не відобразитися на твоїй спадщині. Багаж, з яким ти з’являєшся на світ, залишається з тобою до гробової дошки. Якщо у тебе депресивна натура, то, потрапивши до раю, та там будеш хандрити. |

### Перші професії
За його слів, батьки хотіли щоб у нього була яка-небудь «надійна» професія. Він закінчує Медичний інститут. Та коли прийшов на стажування до лікарні з першим же пацієнтом вийшов казус. Як тільки лікар і пацієнт потисли один одному руки, останній сконав. Маючи вразливу натуру, Вебер був цим настільки шокований, що з тієї миті залишив медицину назавжди. Пішов працювати журналістом.

### Сценарист
У Вебера, певним чином, спрацювала його «генетична спадщина». В дитинстві він потайки писав оповідання. А тепер після фіаско Вебера-медика, народився Вебер-сценарист. Почав писати сценарії для фільмів. Написав кілька сценаріїв до комедій, до серіалу Іва Робера про Високого блондина в жовтому черевику та до комедії-пародії Філіпа Де Брока Надзвичайний. Поспіль дебютував як режисер фільмом Іграшка (1976).
Затим Вебер поставив ще кілька комедій: «Невдахи», «Татусі», де блискуче зіграли Жерар Депардьє та П'єр Рішар, які стали популярними поза межами Франції  — у всьому світі. У Голівуді зробили по цих фільмах римейки.

### Ролі в кіно
| Рік  | Назва українською | Назва французькою | країна  | роль                    |
| ---- | ----------------- | ----------------- | ------- | ----------------------- |
| 2008 | Зануда            | Emmerdeur, L'     | Франція | епізод (в титрах немає) |

### Режисер
| Рік  | Назва українською     | Назва французькою або англійською | країна                   |
| ---- | --------------------- | --------------------------------- | ------------------------ |
| 2008 | Зануда                | L'Emmerdeur,                      | Франція                  |
| 2006 | Дублер                | La Doublure,                      | Бельгія, Італія, Франція |
| 2003 | Невдахи               | Tais-toi!                         | Франція                  |
| 2001 | Шафа або Хамелеон     | Le Placard,                       | Франція                  |
| 1998 | Вечеря з недоуком     | Le Dîner de cons                  | Франція                  |
| 1996 | Ягуар                 | Le Jaguar                         | Франція                  |
| 1992 | Що я робила цим літом | Out on a Limb                     | США                      |
| 1989 | Три втікачі           | Three Fugitives                   | США                      |
| 1986 | Втікачі               | Les Fugitifs                      | Франція                  |
| 1983 | Татусі                | Compères, Les                     | Франція                  |
| 1981 | Невдахи               | La Chèvre                         | Франція, Мексика         |
| 1976 | Іграшка               | Le Jouet                          | Франція                  |

### Сценарист
| Рік  | Назва українською                  | Назва французькою або англійською        | країна                                |
| ---- | ---------------------------------- | ---------------------------------------- | ------------------------------------- |
| 2008 | Зануда                             | Emmerdeur, L'                            | Франція                               |
| 2006 | Дублер                             | Doublure, La                             | Бельгія, Італія, Франція              |
| 2003 | Невдахи                            | Tais-toi!                                | Франція                               |
| 2001 | Шафа                               | Placard, Le                              | Франція                               |
| 1998 | Вечеря з недоуком                  | Dîner de cons, Le                        | Франція                               |
| 1998 | Відділ незатребуваних листів       | Dead Letter Office                       | Австралія                             |
| 1997 | День батька                        | Fathers' Day                             | США                                   |
| 1996 | Ягуар                              | Jaguar, Le                               | Франція                               |
| 1996 | Привид з шофером                   | Fantôme avec chauffeur                   | Франція                               |
| 1996 | Клітка для пташок                  | Birdcage, The                            | США                                   |
| 1994 | Мій батько — герой                 | My Father the Hero                       | Франція, США                          |
| 1991 | Чисте везіння                      | Pure Luck                                | США                                   |
| 1989 | Три втікача                        | Three Fugitives                          | США                                   |
| 1986 | Втікачі                            | Fugitifs, Les                            | Франція                               |
| 1985 | Людина в одному червоному черевику | Man with One Red Shoe, The               | США                                   |
| 1985 | Крадіжка (Бос)                     | Hold-Up (Boss, Der)                      | Канада, Франція                       |
| 1983 | Татусі                             | Compères, Les                            | Франція                               |
| 1982 | Партнери                           | Partners                                 | США                                   |
| 1982 | Іграшка                            | Toy, The                                 | США                                   |
| 1981 | Невдахи                            | Chèvre, La                               | Франція, Мексика                      |
| 1981 | Друзяко, друзяко                   | Buddy Buddy                              | США                                   |
| 1980 | Клітка для диваків 2               | La Cage aux folles II                    | Франція                               |
| 1980 | Недільні коханці                   | Sunday Lovers                            | Велика Британія, Італія, США, Франція |
| 1979 | Удар головою                       | Coup de tête                             | Франція                               |
| 1979 | Кажіть, мені цікаво                | Cause toujours… tu m'intéresses!         | Франція                               |
| 1978 | Клітка для диваків                 | La Cage aux folles                       | Франція                               |
| 1976 | Далі нікуди                        | On aura tout vu                          | Франція                               |
| 1975 | Рожевий телефон                    | Téléphone rose, Le                       | Франція                               |
| 1975 | Прощавай, поліцейський             | Adieu, poulet                            | Франція                               |
| 1974 | Страх над містом                   | Peur sur la ville                        | Франція, Італія                       |
| 1974 | Повернення високого блондина       | Retour du grand blond, Le                | Франція                               |
| 1973 | Зануда                             | Emmerdeur, L'                            | Франція, Італія                       |
| 1973 | Дипломатичний багаж                | La Valise                                | Франція                               |
| 1973 | Надзвичайний                       | Magnifique, Le                           | Франція, Італія                       |
| 1972 | Високий блондин у чорному черевику | Grand blond avec une chaussure noire, Le | Франція                               |
| 1971 | Жив-був поліцейський               | Il était une fois un flic                | Італія, Франція                       |

### Продюсер
| Рік  | Назва українською | Назва французькою або англійською | країна                   |
| ---- | ----------------- | --------------------------------- | ------------------------ |
| 2006 | Дублер            | Doublure, La                      | Бельгія, Італія, Франція |
| 1997 | День батька       | Fathers' Day                      | США                      |
| 1991 | Чисте везіння     | Pure Luck                         | США                      |
| 1989 | Три втікачі       | Three Fugitives                   | США                      |
| 1982 | Партнери          | Partners                          | США                      |